# Laissez-nous respirer (chanson)
Pour les articles homonymes, voir Laissez-nous respirer.
Singles de Ilona Mitrecey
Allo, allo
(2006) Chiquitas
(2007)
Clip vidéo
[vidéo] « Laissez-nous respirer (audio) », sur YouTube
Laissez-nous respirer est une chanson de la chanteuse française Ilona Mitrecey extraite de son second album, Laissez-nous respirer. C'était la première piste de l'album et le premier single issu de celui-ci.
Sortie en single en même temps que l'album, en décembre 2006,, la chanson a débuté à la 20e place en France et a ensuite atteint sa meilleure position à la 16e place pour deux semaines consécutives.

## Classements
| Classement (2006-2007)          | Meilleure position |
| ------------------------------- | ------------------ |
| Belgique (Wallonie Ultratip 50) | 3                  |
| France (SNEP)                   | 16                 |